# Paul Bùi Chu Tạo
Paul Bùi Chu Tạo (Tam Châu, 21 gennaio 1909 – Hanoi, 5 maggio 2001) è stato un vescovo cattolico vietnamita.

## Biografia

### Infanzia e formazione
Paul Bùi Chu Tạo nacque il 21 gennaio 1909 a Tam Châu, località nel comune di Khánh Nhạc del distretto di Yên Khánh della provincia di Ninh Bình, primogenito di una famiglia cattolica di contadini proprietari terrieri con sette figli. 
Iniziò il percorso di studi religiosi nel 1921, frequentando l'istituto sperimentale di Ba Làng. Nel 1923 entrò nel seminario minore di Phúc Nhạc e poi nel 1931 nel seminario maggiore di Thượng Kiệm.

### Ministero sacerdotale
Al termine degli studi fu ordinato presbitero il 13 marzo 1937 dal vescovo Jean-Baptiste Nguyễn Bá Tòng. Dopo l'ordinazione sacerdotale fu nominato professore del seminario minore di Phúc Nhạc e nel 1946 fu nominato direttore spirituale del seminario maggiore di Thượng Kiệm. Nel 1951 dovette ritirarsi da ogni impiego per alcuni problemi di salute; una volta ristabilitosi, fu nominato parroco delle parrocchie di Gia Lạc, di Nam Biên, di Hiếu Thuận e di Phúc Hải.
Con la fine della guerra e la conseguente divisione del Vietnam in due stati nel 1954, la sua famiglia fu costretta a fuggire a sud, mentre lui, dopo aver visto le gravi condizioni di coloro che restavano non potendo fuggire, decise di rimanere nel nord. Qui dovette farsi carico anche della gestione delle proprietà di famiglia e quindi fu accusato dalle autorità civili di essere un capitalista e in quanto tale ne venne addirittura richiesta l'esecuzione capitale per fucilazione, a cui riuscì a sfuggire, ma al prezzo di perdere ogni proprietà della sua famiglia.
Il 30 novembre 1956 fu nominato dalla Santa Sede amministratore apostolico di Phát Diêm. Il territorio del vicariato era tra i più devastati dalla guerra e la presenza dei cattolici crollò in seguito all'esodo verso sud. Le difficoltà che dovette pertanto affrontare furono numerose da subito sia per l'ostilità del governo sia per la grave mancanza di sacerdoti e personale adatto a garantire le attività religiose e missionarie.
Visitò ogni parrocchia organizzando il lavoro da svolgere con i pochi mezzi a disposizione e premurandosi che i pochi seminaristi rimasti potessero continuare gli studi ad Hanoi, mostrando anche abilità diplomatiche nell'interagire con le autorità governative. Lo zelo e le abilità mostrate durante questo periodo furono notati dall'allora delegato apostolico in Indocina John Jarlath Dooley e lo convinsero a proporre monsignor Bùi come nuovo vescovo di Phát Diêm.

### Ministero episcopale
Il 24 gennaio 1959 papa Giovanni XXIII lo nominò vicario apostolico di Phát Diêm, assegnandogli la sede titolare di Numida. Ricevette l'ordinazione episcopale il 26 aprile seguente nella cattedrale di San Giuseppe per imposizione delle mani del futuro cardinale Joseph Marie Trịnh Như Khuê. Il rito venne celebrato in forma semplice e quasi sbrigativa per evitare le interferenze delle autorità civili.
Il 24 novembre 1960 sempre Giovanni XXIII elevò a diocesi il vicariato apostolico con la bolla Venerabilium Nostrorum, nominandolo primo vescovo.
La prima metà del suo ministero si svolse durante gli anni più cruenti della guerra, segnati non solo dall'aperta ostilità del governo comunista del Vietnam del Nord, ma anche dai bombardamenti da parte dell'esercito americano. Esempi della portata della distruzione conseguente ai bombardamenti furono la morte di cinque suore che erano rimaste nel territorio di Phát Diêm, tra le pochissime rimaste, nel 1968 e il gravissimo danneggiamento alla cattedrale di Phát Diêm avvenuto il 15 agosto 1972. Nonostante la devastazione, fu promotore della restaurazione immediata dell'edificio e, negli anni a venire, la cattedrale è entrata a far parte dei beni culturali del Vietnam.
Al termine della guerra e la riunificazione del Vietnam sotto il governo settentrionale, la situazione religiosa nel paese peggiorò ulteriormente. Nonostante già da tempo soffrisse di salute piuttosto cagionevole, si impegnò nel far visita alle parrocchie nonostante le difficoltà e la fatica, eppure nonostante la sua condizione, fu messo per un periodo agli arresti domiciliari. Durante tale periodo scrisse numerose lettere da diffondere nella diocesi per mantenere i contatti con i fedeli.
Nelle lettere esortava i fedeli a vivere con passione la propria fede, avendo sempre un'attenzione particolare nei confronti dell'Eucarestia, della quale fu sempre particolarmente devoto: soprattutto fu acceso promotore dell'adorazione eucaristica presso il popolo. Tra le opere che poté realizzare vi fu anche la stampa e distribuzione della Bibbia per lo studio delle Scritture da parte dei fedeli.
Resse la diocesi per quasi quarant'anni, ritirandosi all'età di quasi 90 anni il 3 novembre 1998, lasciando nella memoria collettiva della diocesi il ricordo di un uomo molto amato e dal carattere mite e sempre disponibile.
Morì in ospedale ad Hanoi per una polmonite il 5 maggio 2001 all'età di 92 anni.

## Genealogia episcopale e successione apostolica
La genealogia episcopale è:
- Cardinale Scipione Rebiba
- Cardinale Giulio Antonio Santori
- Cardinale Girolamo Bernerio, O.P.
- Vescovo Claudio Rangoni
- Arcivescovo Wawrzyniec Gembicki
- Arcivescovo Jan Wężyk
- Vescovo Piotr Gembicki
- Vescovo Jan Gembicki
- Vescovo Bonawentura Madaliński
- Vescovo Jan Małachowski
- Arcivescovo Stanisław Szembek
- Vescovo Felicjan Konstanty Szaniawski
- Vescovo Andrzej Stanisław Załuski
- Arcivescovo Adam Ignacy Komorowski
- Arcivescovo Władysław Aleksander Łubieński
- Vescovo Andrzej Stanisław Młodziejowski
- Arcivescovo Kasper Kazimierz Cieciszowski
- Vescovo Franciszek Borgiasz Mackiewicz
- Vescovo Michał Piwnicki
- Arcivescovo Ignacy Ludwik Pawłowski
- Arcivescovo Kazimierz Roch Dmochowski
- Arcivescovo Wacław Żyliński
- Vescovo Aleksander Kazimierz Bereśniewicz
- Arcivescovo Szymon Marcin Kozłowski
- Vescovo Mečislovas Leonardas Paliulionis
- Arcivescovo Bolesław Hieronim Kłopotowski
- Arcivescovo Jerzy Józef Elizeusz Szembek
- Vescovo Stanisław Kazimierz Zdzitowiecki
- Cardinale Aleksander Kakowski
- Papa Pio XI
- Vescovo Jean-Baptiste Nguyễn Bá Tòng
- Vescovo Thaddée Anselme Lê Hữu Từ, O.Cist.
- Cardinale Joseph Marie Trịnh Như Khuê
- Vescovo Paul Bùi Chu Tạo

La successione apostolica è:
- Vescovo Joseph Lê Quý Thanh (1964)